# オシェイ・ブリセット
オシェイ・ジャーブ・ブリセット（Oshae Jahve Brissett, 1998年6月20日 - ）は、カナダのオンタリオ州トロント出身のプロバスケットボール選手。ポジションはパワーフォワードまたはスモールフォワード。

## 経歴

### カレッジ
USC、オレゴン大学、メンフィス大学などの強豪校からオファーがくる中、シラキュース大学にコミットした。シラキュース・オレンジでは1年生から先発メンバーになり、1試合平均14.9得点、8.8リバウンドを記録した。
2年生時は1試合平均12.4得点、7.5リバウンドを記録し、シーズン終了後にNBAドラフトへアーリーエントリーを表明した。

### トロント・ラプターズ
2019年のNBAドラフトではどのチームからも指名されなかったが、2019年7月23日にドラフト外FAとしてトロント・ラプターズと契約した。その後、10月21日にツーウェイ契約に変更された。
シーズン終了後に制限付きフリーエージェントとなったが、ラプターズからクオリファイングオファーを提示され、部分保証付きの2年間の契約延長に合意した。しかし、2020-21シーズン開始前のトレーニングキャンプ終了時に解雇された。

### フォートウェイン・マッドアンツ
初開催された2021年のNBAGリーグドラフトでフォートウェイン・マッドアンツから全体21位で指名され、その後、2021年1月11日に発表された1サイトのシーズンロスターに加わった。

### インディアナ・ペイサーズ
2021年4月1日、インディアナ・ペイサーズと10日間契約を結び、終了後に2回目の10日間契約を交わした。
2021年4月20日のサンアントニオ・スパーズ戦にキャリア初先発出場を果たし、13得点、6リバウンド、1スティールを記録した。その翌日、ペイサーズと3年契約を結んだ。

### ボストン・セルティックス
2023年7月6日にボストン・セルティックスとの契約に合意した。

### マッカビ・テルアビブBC
20205年7月15日、ユーロリーグとイスラエル・バスケットボール・プレミアリーグに所属するマッカビ・テルアビブBCへの加入が発表された。契約期間は2年。

## 個人成績

### NBA

#### レギュラーシーズン
| シーズン | チーム | GP  | GS | MPG  | FG%  | 3P%  | FT%  | RPG | APG | SPG | BPG | PPG  |
| -------- | ------ | --- | -- | ---- | ---- | ---- | ---- | --- | --- | --- | --- | ---- |
| 2019–20  | TOR    | 19  | 0  | 7.1  | .361 | .200 | .800 | 1.4 | .4  | .2  | .1  | 1.9  |
| 2020–21  | IND    | 21  | 16 | 24.7 | .483 | .423 | .769 | 5.5 | .9  | .9  | 1.0 | 10.9 |
| 2021–22  | IND    | 67  | 25 | 23.3 | .411 | .350 | .695 | 5.3 | 1.1 | .7  | .4  | 9.1  |
| 2022–23  | IND    | 65  | 2  | 16.7 | .386 | .310 | .717 | 3.4 | .7  | .5  | .2  | 6.1  |
| 2023–24  | BOS    | 55  | 1  | 11.5 | .444 | .273 | .602 | 2.9 | .8  | .3  | .1  | 3.7  |
| 通算     | 通算   | 227 | 44 | 17.3 | .416 | .337 | .698 | 3.9 | .8  | .5  | .3  | 6.5  |

#### プレーオフ
| シーズン | チーム | GP | GS | MPG | FG%  | 3P%   | FT%  | RPG | APG | SPG | BPG | PPG |
| -------- | ------ | -- | -- | --- | ---- | ----- | ---- | --- | --- | --- | --- | --- |
| 2024     | BOS    | 10 | 0  | 5.5 | .545 | 1.000 | .500 | 1.4 | .0  | .3  | .2  | 1.6 |
| 通算     | 通算   | 10 | 0  | 5.5 | .545 | 1.000 | .500 | 1.4 | .0  | .3  | .2  | 1.6 |

### カレッジ
| シーズン | チーム       | GP | GS | MPG  | FG%  | 3P%  | FT%  | RPG | APG | SPG | BPG | PPG  |
| -------- | ------------ | -- | -- | ---- | ---- | ---- | ---- | --- | --- | --- | --- | ---- |
| 2017–18  | シラキュース | 37 | 37 | 38.1 | .354 | .331 | .787 | 8.8 | .9  | 1.2 | .8  | 14.9 |
| 2018–19  | シラキュース | 34 | 34 | 33.0 | .393 | .270 | .660 | 7.5 | 1.8 | 1.0 | .8  | 12.4 |
| 通算     | 通算         | 71 | 71 | 35.7 | .371 | .307 | .736 | 8.2 | 1.3 | 1.1 | .8  | 13.7 |